# Salvazaon metallicum
Salvazaon metallicum är en skalbaggsart som beskrevs av Maurice Pic 1928. Salvazaon metallicum ingår i släktet Salvazaon och familjen långhorningar. Inga underarter finns listade i Catalogue of Life.